# 摩擦音

調音方法

気流の妨害度

阻害音
破裂音
破擦音
摩擦音
共鳴音
ふるえ音
はじき音
接近音

気流の通路
中線音
側面音
口蓋帆の状態
口音
口鼻音
鼻音
気流機構
肺臓気流
吸気音
呼気音

非肺臓気流
放出音
入破音
吸着音

▶ 調音部位

摩擦音（まさつおん、英語: fricative）とは、調音方法による子音の分類の一種。調音する際、声道内に狭い隙間をつくり、空気がその狭めを通るときに噪音を発する。調音点の隙間がこれよりも狭いと破裂音になり、これよりも広いと接近音になる。
摩擦音は破裂音と異なり、それだけを持続して発することができる。

## 声門摩擦音
国際音声記号の [h] や [ɦ] は声門摩擦音と呼ばれ、表の上でも摩擦音の欄に置かれているが、実際にはどこにも狭めが作られないため、上記の定義による摩擦音の範疇には属さない。ピーター・ラディフォギッドによると、英語の [h] は前後の音の無声化であり、[ɦ] （ahead・behind などで現れることが多い）は実際には息もれ声である。日本語でも同様で、「ハ」（[ha]）は [ḁa] と表すこともできる。ラディフォギッドは国際音声記号の表の「その他の記号」に [h] や [ɦ] を移動させるべきだとしている。

## 摩擦の強さ
摩擦音と接近音の違いは調音点の狭さによるが、実際にはさまざまな狭さがあり、それによって摩擦的噪音の強さにも差が生じる。また、呼気の強さによっても噪音の大きさに差が生じる。服部四郎によると、同じ [v] でも、英語やフランス語にくらべてドイツ語やロシア語は呼気が弱いので、摩擦的噪音も弱い。
国際音声記号ではより狭いことを [˔] で、より広いことを [˕] で表す。たとえばチェコ語の ř は通常の [r] よりも狭くて摩擦音的になっているので、これを [r̝] で表す。

## 国際音声記号
- [ɸ] - 無声両唇摩擦音
- [β] - 有声両唇摩擦音
- [f] - 無声唇歯摩擦音
- [v] - 有声唇歯摩擦音
- [θ] - 無声歯摩擦音
- [ð] - 有声歯摩擦音
- [s] - 無声歯茎摩擦音
- [z] - 有声歯茎摩擦音
- [ʃ] - 無声後部歯茎摩擦音
- [ʒ] - 有声後部歯茎摩擦音
- [ɕ] - 無声歯茎硬口蓋摩擦音
- [ʑ] - 有声歯茎硬口蓋摩擦音
- [ʂ] - 無声そり舌摩擦音
- [ʐ] - 有声そり舌摩擦音
- [ç] - 無声硬口蓋摩擦音
- [ʝ] - 有声硬口蓋摩擦音
- [x] - 無声軟口蓋摩擦音
- [ɣ] - 有声軟口蓋摩擦音
- [χ] - 無声口蓋垂摩擦音
- [ʁ] - 有声口蓋垂摩擦音
- [ħ] - 無声咽頭摩擦音
- [ʕ] - 有声咽頭摩擦音
- [ʜ] - 無声喉頭蓋摩擦音
- [ʢ] - 有声喉頭蓋摩擦音
- [h] - 無声声門摩擦音（実際は摩擦音ではない）
- [ɦ] - 有声声門摩擦音 （実際は摩擦音ではない）

### 側面音
- [ɬ] - 無声歯茎側面摩擦音
- [ɮ] - 有声歯茎側面摩擦音

### 放出音
- [s'] - 歯茎放出摩擦音

### 二重調音
- [ʍ] - 無声両唇軟口蓋摩擦音（実際は摩擦音ではない）
- [ɧ] - 無声後部歯茎軟口蓋摩擦音